# Filipa da Silva, 4.ª Condessa de Portalegre

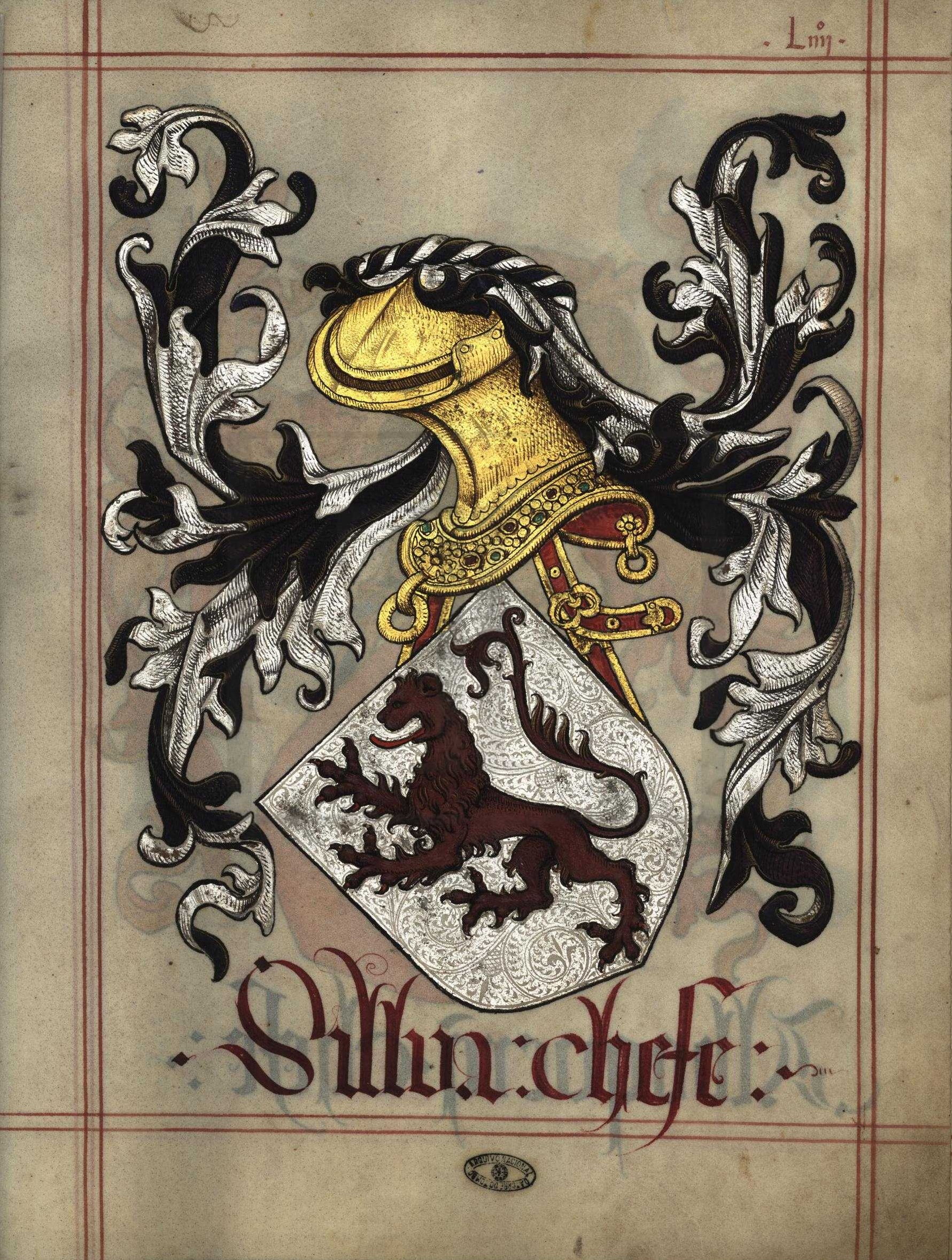
Armas de Silva chefe, in Livro do Armeiro-Mor (fl 54^{r}) (1509). Armas dos Silva condes de Portalegre e marqueses de Gouveia

Filipa da Silva (c. 1550 - c. 1590), 4.ª Condessa de Portalegre, foi uma nobre portuguesa da linhagem dos Silva que em 1580 herdou o Condado de Portalegre de seu avô Álvaro da Silva, Mordomo-mor dos reis Sebastião e Henrique. Era filha de João da Silva, primogénito e heredeiro do Conde de Portalegre, e de sua segunda mulher Margarida da Silva, da casa dos Condes de Abrantes.
Casou em primeiras núpcias com Pedro Dinis de Lencastre, senhor da capitania brasileira de Porto Seguro e filho de João de Lencastre, Duque de Aveiro, neto do Rei João II. O casamento de Filipa com um nobre de sangue real, ainda que ilegítimo, é um dos indícios do poder e influência na corte portuguesa de Quinhentos da linhagem dos Condes de Portalegre. Filipa tornara-se, não obstante, um partido bastante elegível após a morte de seu pai em 1573, deixando-a como única herdeira do condado. Contudo o casamento não duraria muito, pois Pedro Dinis de Lencastre faleceu em Coimbra em 1575. Morreu no mesmo ano a única filha do casal Juliana da Silva.
Casou antes da morte do Cardeal-Rei com o embaixador espanhol em Lisboa, João da Silva (Juan de Silva em castelhano), Conde de Salinas. Desta forma, a casa e título de seu avô Álvaro da Silva permaneceriam na família, uma vez que João da Silva era descendente de um ramo há muito emigrado em Castela. Efectivamente, João da Silva vinha de uma linhagem secundogénita dos Marqueses de Montemayor, descendentes em linha varonil do tronco da casa dos Silvas, sendo o antepassado comum mais próximo Aires Gomes da Silva, o Velho, que viveu no século XIV. Deste segundo casamento deixou descendência, nomeadamente cinco filhos varões.
Os filhos de Filipa da Silva foram:
- do casamento com Pedro Dinis de Lencastre (c. 1550-1575):
  - Juliana da Silva (1575-1575)
- do casamento com João da Silva (c. 1550 - 1601):
  - Diogo da Silva, que sucedeu a seus pais como 5.º Conde de Portalegre.
  - Manrique da Silva, que foi 6.º Conde de Portalegre e 1.º Marquês de Gouveia.
  - Álvaro da Silva, Comendador da Ordem de Calatrava, (1586-1622), casado com D.Isabel da Silva.
  - Filipe da Silva, militar ao serviço de Espanha, foi membro do Conselho de Guerra da Flandres.